# Pottelberg (heuvel)

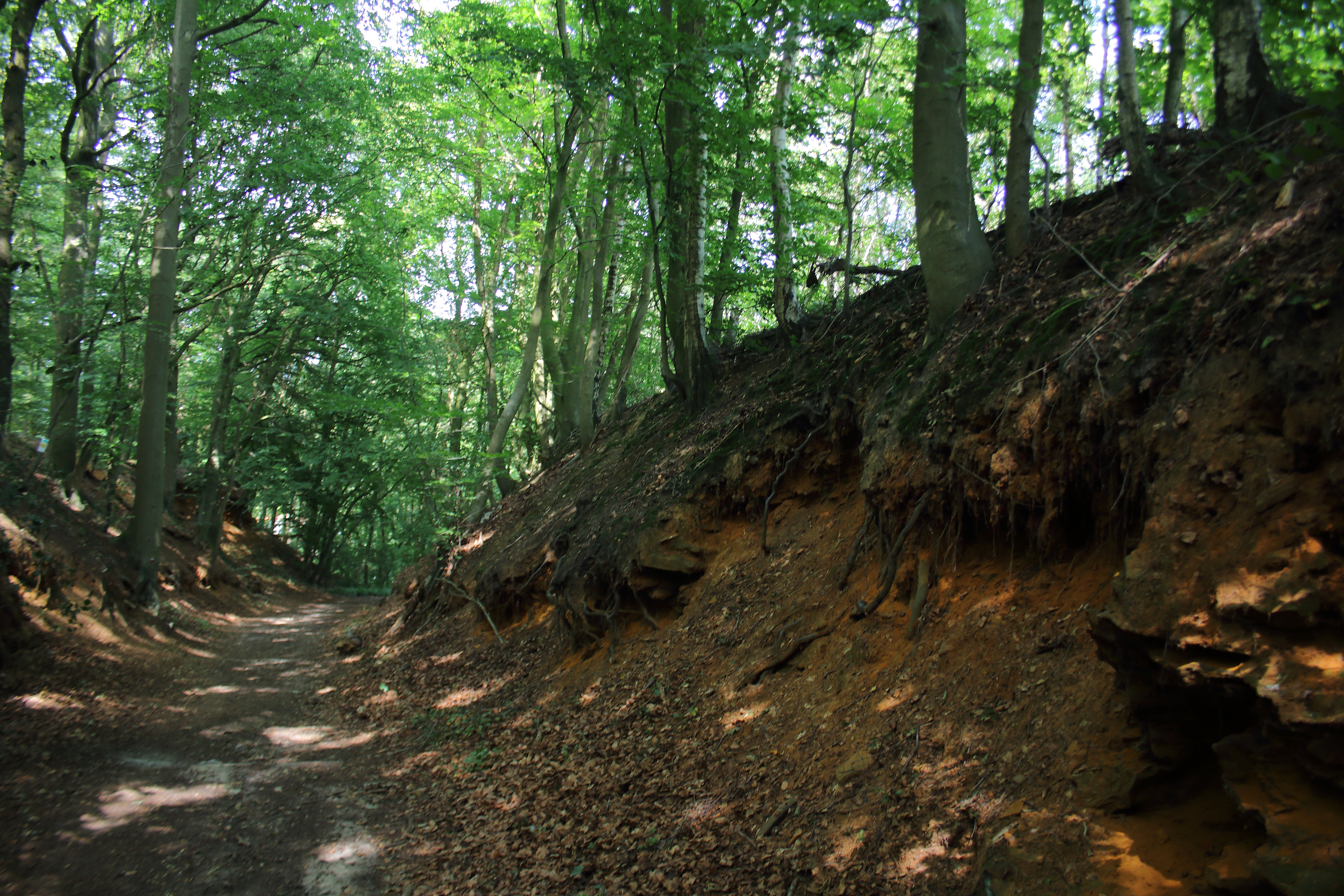
Dagzomende ijzerzandsteen op de Pottelberg

De Pottelberg is de hoogste heuvel van de Vlaamse Ardennen en het Pays des Collines in België. De heuvel ligt in de gemeente Vloesberg, bij de grens van provincies Henegouwen en Oost-Vlaanderen, aan de rand van de Vlaamse Ardennen. Nabij de top ligt het gehucht D'Hoppe aan de bosgebieden van het Brakelbos en het Pottelbergbos. Even ten westen van de Pottelberg liggen de Hoppeberg en de Rhodesberg. De Pottelberg ligt op de kruising van een langgerekte heuvelkam die in het westen start bij de Kluisberg en een heuvelrug die in noord-zuidrichting loopt van La Croisette bij Ellignies-lez-Frasnes tot de Pottenberg in het noorden .

## Wielrennen
In het wielrennen wordt de naam Pottelberg ook gebruikt voor een helling in Henegouwen waarlangs de Pottelberg wordt beklommen. De helling komt uit onder de top van de Hoppeberg. De Hoppeberghelling sluit bij de kapel van D'Hoppe aan op de Pottelberghelling.
De helling is bekend uit de wielerwedstrijd Omloop Het Volk. Ze is in deze wedstrijd 15 maal (1991, 1992, 1994-2000, 2005, 2006, 2008-2010) opgenomen geweest. Ook wordt ze beklommen in de E3 Saxo Classic, in het wedstrijdboek wordt ze dan La Houppe genoemd.
In 2017 wordt ze voor de 1e maal beklommen in de Ronde van Vlaanderen, ze is dan gesitueerd tussen de Muur-Kapelmuur en de Kanarieberg.
Meer naar het oosten komen ook de hellingen Côte du Hurdumont, Plachettes en La Potterée dezelfde heuvelkam op vanuit het zuiden.